# Díode Josephson

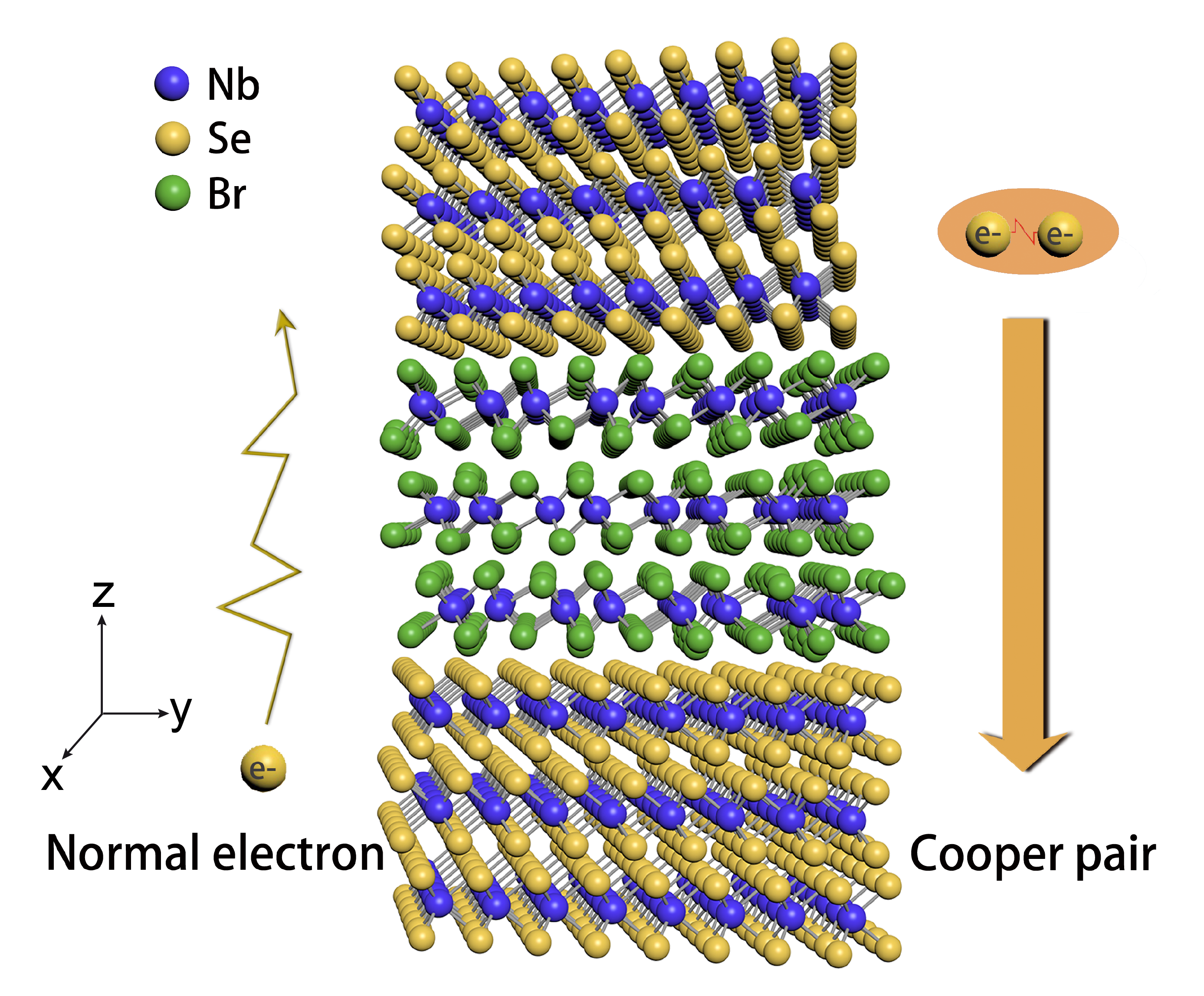
Esquema d'exemple del primer díode Josephson lliure de camp utilitzant NbSe₂ i Nb₃Br_{8}.

Un díode Josephson és un dispositiu electrònic que supercondueix el corrent elèctric en una direcció i és resistent en l'altra. El dispositiu és una unió Josephson que presenta un efecte de díode superconductor (SDE). És un exemple d'una unió Josephson de material quàntic (QMJJ), on l'enllaç feble de la unió és un material quàntic.
Els díodes Josephson es poden subdividir en dues categories, els que requereixen un camp (magnètic) extern i els que no requereixen un camp magnètic extern; els anomenats díodes Josephson "lliures de camp". El 2021, es va realitzar el díode Josephson sense camp.
El díode Josephson rep el nom del físic britànic Brian David Josephson, que va predir l'efecte Josephson; i el díode resistiu, ja que té una funció similar. El 2007 es va proposar un "díode Josephson" amb un disseny que era similar a les unions pn convencionals en semiconductors, però utilitzant superconductors dopats amb forats i electrons. Això és diferent del "diode fluxònic de Josephson" que es va introduir abans de la dècada del 2000. També és diferent de com s'utilitza actualment el terme, on un díode Josephson és una unió Josephson que presenta un efecte de díode superconductor.
L'any 2020, es va mostrar un efecte de díode superconductor en una superreixa artificial [Nb/V/Ta]n. L'any 2021 es va realitzar un efecte de díode superconductor sense camp, en una heteroestructura de van der Waals de NbSe₂ / Nb₃Br8 / NbSe₂ - un díode Josephson. Aquesta heteroestructura és una unió Josephson de material quàntic, on l'enllaç feble (Nb ₃ Br 8) és un material quàntic, que es preveu que sigui un aïllant atòmic obstruït /aïllant de Mott.
El conductor utilitzat a la demostració del 2020 no era centrosimètric, cosa que trenca la simetria espacial, és a dir, distingeix entre electrons amb impuls positiu i negatiu. A més, el sistema de 2021 també va trencar la simetria temporal, permetent que els electrons spin-up amb impuls positiu es comporten de manera diferent dels electrons spin-down amb impuls negatiu.